# Stanley Tucci
Stanley Tucci (Peekskill, Nueva York; 11 de noviembre de 1960) es un actor, director, productor y escritor estadounidense, ganador en dos ocasiones del Premio Emmy, del Globo de Oro y nominado al Óscar. Entre sus trabajos más conocidos están Lucky Number Slevin, Camino a la perdición, La terminal, The Devil Wears Prada, The Lovely Bones, Los juegos del hambre y Spotlight.

## Biografía

### Primeros años
Tucci nació en Peekskill, Nueva York, hijo de Joan Tropiano, secretaria y escritora, y Stanley Tucci, profesor de arte de secundaria. Sus padres, ambos de origen italiano, tenían ancestros provenientes de Calabria. Es el mayor de tres hermanos; su hermana es la actriz Christine Tucci y su primo es el guionista Joseph Tropiano. Durante los años 1970 la familia se mudó a Florencia, Italia, donde permanecieron durante un año.
Creció en Katonah, Nueva York, y asistió a la John Jay High School, donde formó parte del equipo de fútbol y durante un par de años del equipo de béisbol. Sin embargo, su principal interés se centró en la escuela de teatro de esa misma institución, donde él y su compañero Campbell Scott (hijo del actor George C. Scott), fueron bien recibidos en muchas de las producciones de John Jay. Después de terminar la secundaria en 1978, Tucci asistió a la SUNY Purchase, donde estudió actuación durante cuatro años y se graduó como licenciado. En SUNY Purchase fue compañero de Ving Rhames; fue Tucci quien le puso el sobrenombre "Ving".
Tras finalizar su formación como actor, Tucci se trasladó a la ciudad de Nueva York, donde para ganarse la vida trabajaba medio tiempo como camarero y por la tarde actuaba en producciones de Broadway y off-Broadway.

### Carrera
Tucci hizo su debut en Broadway en The Queen and the Rebels el 30 de septiembre de 1982. Su debut en el cine fue en Prizzi's Honor (1985). Es conocido por su trabajo en películas como El beso de la muerte, Camino a la perdición y Big Night, y en la serie de televisión Murder One por su papel del misterioso Richard Cross.
Su nombre comenzó a ser conocido gracias a Big Night (1996), película que escribió junto a su primo Joseph Tropiano, protagonizó, codirigió junto a Campbell Scott, y que fue presentada en el Festival de cine de Sundance. En Big Night también participán su hermana Christine y su madre, quien escribió un libro de cocina para la película. Tucci y Tropiano, ganaron el premio Independent Spirit Award al mejor guion de ópera prima.
Ha sido nominado tres veces al premio Globo de Oro, y ganó en las dos ocasiones, por Winchell (1998), y por su papel secundario como Adolf Eichmann en Conspiracy (2001), ambas de HBO. También recibió una nominación a los Premios del Sindicato de Actores por Winchell. Fue nominado a los Premios Tony de Broadway como Mejor actor por su papel de Johnny en Frankie and Johnny in the Clair de Lune de Terrence McNally. En 2010 consiguió una nominación al Óscar por su papel en The Lovely Bones, dirigida por Peter Jackson y basada en la novela Desde mi cielo, de Alice Sebold.
Como director, además de Big Night, ha realizado otras tres películas: The Impostors (1998), la cual además escribió y protagonizó junto a Oliver Platt; Joe Gould's Secret (2000), basada en el libro del mismo nombre y protagonizada junto a Ian Holm; y más recientemente Blind Date (2008), un remake de la original del mismo nombre dirigida por el holandés Theo van Gogh.
Tucci es también conocido gracias a varias películas de gánsteres que ha realizado, desde su debut con un pequeño papel en Prizzi's Honor, hasta años más tarde y ya establecida su carrera en Camino a la perdición (2002). Y también en otras menos populares como Men of Respect, (1991) protagonizada por John Turturro; Billy Bathgate (1991), protagonizada por Dustin Hoffman y en la que Tucci hace el papel del mafioso siciliano Lucky Luciano; o The Public Eye (1992) un thriller neo-noir protagonizado por Joe Pesci. Sobre los papeles como mafioso italiano, Tucci dijo: "Si tenías piel oscura, ojos oscuros, pelo oscuro (cuando tenía pelo), esos son los papeles que te daban".
Otras películas por las que es conocido son Deconstructing Harry (1997), de Woody Allen; Shall We Dance? (2004), protagonizada por Richard Gere y Susan Sarandon; El sueño de una noche de verano (1999), como Puck; Big Trouble (2002), junto a Tim Allen; El núcleo (2003); y El informe Pelícano (1993). Además personificó a Stanley Kubrick en Llámame Peter (2004) y le puso la voz a Herb en Robots (2005).
Ha participado también en series televisivas como Wiseguy, Miami Vice, Frasier, Monk y más recientemente como el Dr. Moretti en ER. 
En 2008, Stanley Tucci fundó su propia productora, Olive Productions, junto a su amigo Steve Buscemi. Algunos meses después se dio a conocer el primer proyecto de la compañía: Saint John of Las Vegas, una producción en conjunto con la productora IndieVest, que tiene a Tucci y a Spike Lee como productores ejecutivos.

### Vida privada
Tucci se casó con la asistente social Kathryn "Kate" Spath en 1995. Tuvieron tres hijos: los mellizos Isabel Concetta y Nicolo Robert (n. 2000), y Camilla (n. 2002). Además Kate tenía otros dos hijos de un matrimonio anterior, también criados por el actor. Entre 2002 y 2004 la pareja estuvo separada, y en ese período Tucci salió con la actriz Edie Falco. En abril de 2009 Kate Spath falleció de cáncer. Tucci declaró al New York Post: "Mi esposa era una persona extraordinaria que nos mostró a todos lo que es la fortaleza".
En octubre de 2011 Tucci comenzó una relación con la agente literaria inglesa Felicity Blunt, hermana de la actriz Emily Blunt, compañera de reparto en The Devil Wears Prada (El Diablo viste de Prada), quien los presentó. En agosto de 2012 se casaron y en septiembre celebraron formalmente en una boda que tuvo a Emily Blunt como dama de honor y a Steve Buscemi como padrino. Después de casarse, Tucci abandonó Westchester para vivir junto a Blunt en Londres. El matrimonio tuvo dos hijos: Matteo Oliver (n. 25 de enero de 2015) y Emilia Giovanna (n. 19 de abril de 2018).
Fue copropietario del restaurante Finch Tavern en Croton Falls, Nueva York.
En 2018 fue distinguido como caballero de la Orden al Mérito de la República Italiana por haber «mantenido fuertes lazos con sus orígenes calabreses de los cuales ha estado siempre orgulloso, y con la cultura italiana en general».

## Filmografía

### Como actor en cine
- El honor de los Prizzi (1985)
- Kojak: The Price of Justice (telefilme, 1987)
- ¿Quién es esa chica? (1987)
- Monkey Shines (1988)
- Esclavos de Nueva York (1989)
- Fear, Anxiety, & Depression (1989)
- The Feud (1989)
- Revealing Evidence: Stalking the Honolulu Strangler (telefilme, 1990)
- Quick Change (1990)
- Men of Respect (1991)
- Billy Bathgate (1991)
- In the Soup (1992)
- Beethoven (1992)
- Prelude to a Kiss (1992)
- The Public Eye (1992)
- Undercover Blues (1993)
- El informe Pelícano (1993)
- It Could Happen to You (1994)
- La señora Parker y el círculo vicioso (1994)
- Alguien a quien amar (1994)
- Jury Duty (1995)
- Kiss of Death (1995)
- Sex & the Other Man (1995)
- A Modern Affair (1995)
- The Daytrippers (1996)
- Big Night (1996)
- Deconstructing Harry (1997)
- Life During Wartime (1997)
- A Life Less Ordinary (1997)
- The Eighteenth Angel (1998)
- Montana (1998)
- The Impostors (1998)
- Winchell (telefilme, 1998)
- El sueño de una noche de verano (1999)
- In Too Deep (1999)
- Joe Gould's Secret (2000)
- Bull (TV) (2000)
- Sidewalks of New York (2001)
- La solución final (2001)
- La pareja del año (2001)
- The Whole Shebang (2001)
- Big Trouble (2002)
- Camino a la perdición (2002)
- Maid in Manhattan (2002)
- El núcleo (2003)
- Spin (2003)
- The Life and Death of Peter Sellers (2004)
- La terminal (2004)
- ¿Bailamos? (2004)
- Robots (2005)
- Lucky Number Slevin (2006)
- Four Last Songs (2006)
- The Devil Wears Prada (2006) - Nigel
- The Hoax (2007)
- Blind Date (2008)
- Cat Tale (voz) (2008)
- Space Chimps (voz) (2008)
- Swing Vote (2008)
- The Tale of Despereaux (voz) (2008)
- Kit Kittredge: An American Girl Mystery (2008)
- What Just Happened (2008)
- The Lovely Bones (2009) - George Harvey
- Julie & Julia (2009) - Paul Child
- Easy A (2010)
- Burlesque (2010)
- Margin Call (2011)
- Fight for Your Right Revisited (2011)
- Capitán América: el primer vengador (2011) - Dr. Abraham Erskine
- Los juegos del hambre (2012) - Caesar Flickerman
- The Company You Keep (2012)
- Gambit (2012)
- Jack the Giant Slayer (2013)
- Percy Jackson y el mar de los monstruos (2013) - Dioniso, dios del vino
- Los juegos del hambre: en llamas (2013) - Caesar Flickerman
- Las aventuras de Peabody y Sherman (voz) (2014) - Leonardo da Vinci
- Muppets Most Wanted (2014) - Ivan the Guard
- Transformers: la era de la extinción (2014) - Joshua Joyce
- A Little Chaos (2014) - Philippe, Duc d'Orleans
- Los juegos del hambre: sinsajo - Parte 1 (2014) - Caesar Flickerman
- Wild Card (2015) - Baby
- Larry Gaye: Renegade Male Flight Attendant (2015)
- Los juegos del hambre: sinsajo - Parte 2 (2015) - Caesar Flickerman
- Spotlight (2015) - Mitchell Garabedian
- La bella y la bestia (2017) - Cadenza
- Transformers: el último caballero (2017) - Mago Merlín
- Patient Zero (2016) - The Professor
- A Private War (2018) - Tony Shaw
- Night Hunter (2018) - Harper
- The Silence (2019) - Hugh Andrews
- Supernova (2020)
- The Witches (2020)[27]
- The King's Man (2021)[28]
- I Wanna Dance with Somebody (2023)
- The Electric State (2024)[29]
- Cónclave (2024) -  Cardenal Aldo Bellini

### Como actor en series de televisión
- Crime Story (un episodio, 1987)
- Miami Vice (1986-1988)
- The Street (1988)
- The Equalizer (un episodio, 1988)
- Wiseguy (5 episodios, 1988-1989)
- Thirtysomething (dos episodios, 1989-1990)
- Lifestories (un episodio, 1990)
- Equal Justice (3 episodios, 1991)
- Murder One (22 episodios, 1995-1996)
- Frasier (voz) (un episodio, 2004)
- Monk (un episodio, 2006)
- 3 lbs. (5 episodios, 2006)
- ER (10 episodios, 2007-2008)
- 30 Rock (un episodio, 2012)
- Robot Chicken (un episodio, voz, 2012)
- American Dad! (un episodio, voz, 2014)
- Fortitude (9 episodios, 2015)
- BoJack Horseman (8 episodios, voz, 2014-2015)
- Limetown (10 episodios, 2019) Continúa en emisión
- La Fortuna (6 episodios, 2021)
- Desde dentro (título original en inglés: Inside Man) (4 episodios, 2022)
- Citadel (2023)

### Como director
- Big Night (1996)
- The Impostors (1998)
- Joe Gould's Secret (2000)
- Blind Date (2008)
- El arte de la amistad (2017)

## Premios y distinciones
Premios Óscar
| Año  | Categoría              | Película         | Resultado |
| ---- | ---------------------- | ---------------- | --------- |
| 2010 | Mejor actor de reparto | The Lovely Bones | Nominado  |

- Globos de Oro
  - 1999 Mejor actor - Miniserie o telefilme - Winchell - Ganador
  - 2002 Mejor actor de reparto de serie, miniserie o telefilme - La solución final - Ganador
  - 2010 Mejor actor de reparto - The Lovely Bones - Nominado

- Emmy
  - 1996 Mejor actor de reparto - Drama - Murder One - Nominado
  - 1999 Mejor actor - Miniserie o telefilme - Winchell  - Ganador
  - 2001 Mejor actor - Miniserie o telefilme - La solución final - Nominado
  - 2007 Mejor actor invitado - Serie de comedia - Monk - Ganador
  - 2008 Mejor actor invitado - Serie dramática - ER - Nominado

- Premios del Sindicato de Actores
  - 1999 Mejor actor de televisión - Miniserie o telefilme - Winchell - Nominado
  - 2010 Mejor Actor de Reparto - The Lovely Bones - Nominado

- BAFTA
  - 2009 Mejor actor de reparto - The Lovely Bones - Nominado

- Tony
  - 2003 Mejor actor principal en una obra de teatro - Frankie and Johnny in the Clair de Lune - Nominado

- Independent Spirit Awards
  - 1997 Mejor guion de una ópera prima - Big Night - Ganador
  - 1997 Mejor ópera prima - Big Night - Nominado
  - 1997 Mejor actor - Big Night - Nominado

- Festival de Cine de Sundance
  - 1996 Waldo Salt Screenwriting Award - Big Night - Ganador
  - 1996 Premio del jurado - Big Night - Nominado